# Ladrido

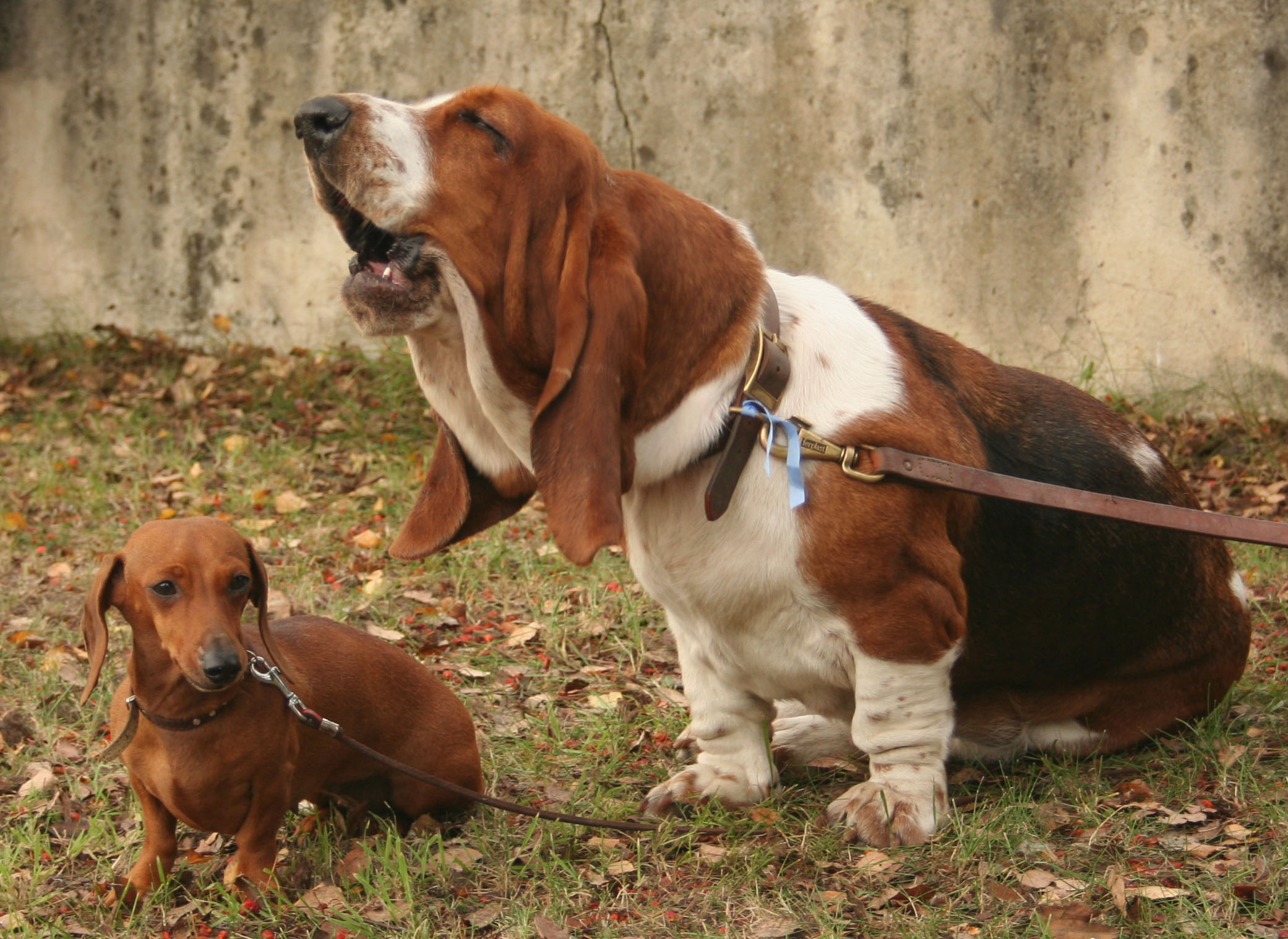
Un perro de la raza basset hound ladrando.

Un ladrido es la voz más común producida por los perros y sus cachorros. Otros cánidos, como los lobos salvajes, dingos, coyotes, chacales y zorros también pueden ladrar, aunque no es su sonido predominante. Otros mamíferos diferentes, como los marsupiales del género Dasyurus (cuoles o gatos marsupiales), los rumiantes del género Muntiacus (muntíacos, llamados «ciervos ladradores»), varias especies de otarios y los perritos de las praderas emiten sonidos similares que también cabría denominar ladridos.

## Onomatopeyas
«Guau» es la onomatopeya más frecuente en español para un ladrido, especialmente de perros grandes. También se documenta en este idioma «gua», «bau» y «jau».[cita requerida]

## El ladrido de los perros
Aunque los perros descienden directamente del lobo salvaje (Canis lupus), su ladrido constituye una diferencia significativa respecto a su especie antecesora. Aunque los lobos ladran, lo hacen solo en situaciones muy específicas. Según Coppinger y Feinstein, los perros ladran en secuencias largas y rítmicas, pero los ladridos de los lobos adultos tienden a ser breves y aislados. En comparación con los lobos, que nunca Ladran durante horas como un perro doméstico, los perros ladran mucho más frecuentemente y en mayor diversidad de situaciones.
Se ha sugerido que la razón de esta diferencia se encuentra en el proceso de domesticación de los perros por el hombre. Una tendencia mayor a ladrar podría haber sido útil para el hombre como sistema de alarma. La domesticación ha alterado la apariencia física de los perros, de forma que los perros representan un notable ejemplo de neotenia, la retención de características juveniles en los adultos. En varios aspectos físicos (cara plana, cabeza y orejas grandes) y hábitos (sumisión, vocalización) los perros se parecen más a los cachorros de lobo que a sus adultos.
Los perros ladran por razones muy variadas. Para atraer la atención, para comunicar un mensaje o para expresar excitación. Análisis estadísticos han puesto de manifiesto como se puede identificar de manera individual a cada perro por su ladrido, y como se pueden clasificar los ladridos en dos tipos según su contexto: los de aviso o alarma tienden a ser rudos, de baja frecuencia y sin modular; mientras que los ladridos de aislamiento y de juego tienden a ser tonales, de frecuencia más alta y modulados. Los perros suelen acompañar el ladrido de movimientos corporales, como parte de sus recursos de comunicación.

### Tipos de ladrido canino

#### Ladrido de aviso
Muchos perros ladran cuando son inquietados por algo o alguien, y quieren protegerse a sí mismos, algo o a alguien; así como cuando necesitan algo.

#### Ladrido de alarma
El ladrido de alarma, común en una gran variedad de razas, es el intento del perro de mantener informados al resto de los «miembros de su manada» —frecuentemente sus amos humanos— de acontecimientos inusuales. No implica agresión, y —aunque a menudo se asocia con ruidos extraños generados al inmiscuirse en el territorio del perro— no es el mismo tipo de ladrido de aviso asociado a la territorialidad. Puede adoptar la forma de sólo uno o unos pocos ladridos, o puede dar lugar a un ladrar sostenido hasta que el perro ve que se han tomado medidas con respecto al motivo de la alarma.
Un perro vocalizará ladridos de alarma de forma más probable cuando puede oír pero no ver la fuente de algún ruido. Ejemplos de los sonidos que causan comúnmente alarma entre los perros son los timbres, los coches, los ruidos de las viviendas adyacentes y similares. Es un comportamiento que tiende a desarrollarse con la edad y madurez, y que también puede estar relacionado con la presencia de otro que pueda necesitar estar informado de tales acontecimientos: a menudo un «ladrador de alarma» permanecerá tranquilo si está solo y no hay nadie a quien avisar.

#### Ladrido de necesidad
Muchos perros pueden desarrollar acciones que les sirven para mostrar necesidades, y estas acciones suelen incluir ladridos.[cita requerida] Por ejemplo, un perro puede empujar su tazón y ladrar si tiene hambre, o puede empujar a su dueño y ladrar si quiere algún tipo de atención, como caricias.

#### Ladrido lúdico
Algunos perros ladran pidiendo un reconocimiento cuando están jugando. Los perros también ladran simplemente cuando les gusta un juego.

#### Ladrido ordenado
Se puede entrenar a un perro para ladrar atendiendo a una orden. Un huntaway es un perro pastor seleccionado para pastorear rebaños —habitualmente de ovejas— mediante el uso de su voz. La raza se creó en Nueva Zelanda, y todavía se cría por sus habilidades más que por su aspecto o carácter.

## Lista de perros ladradores
Benjamín L. Hart y Lynette A. Hart calificaron 56 razas de perros en el libro "The Perfect Puppy: How to Choose Your Dog by Its Behavior". La tabla es la siguiente, de menos (1) a más (10) ladradores:
| #1  | Bloodhound, Golden Retriever, Newfoundland, Akita Inu, Rottweiler, Chesapeake Bay Retriever             |
| #2  | Labrador Retriever, Australian Shepherd, Great Dane, Old English Sheepdog, Alaskan Malamute             |
| #3  | San bernardo, Bóxer, Dóberman, Pinscher, Vizsla, Collie, Bulldog                                        |
| #4  | Chow Chow, Brittany Spaniel, Basset Hound, Norwegian Elkhound, Afghan Hound                             |
| #5  | German Shorthaired, Pointer, Caniche Grande-Standard, Bichon Frise, Keeshond, Siberian Husky            |
| #6  | English Springer Spaniel, Dálmata, Cocker Spaniel, Pastor Alemán, Shih Tzu, Samoyedo                    |
| #7  | Scottish Terrier, Weimaraner, Dachshund, Pug, Airedale Terrier                                          |
| #8  | Irish Setter, Bichón maltés, Pomeranian, Lhasa Apso, Shetland Sheepdog, Boston Terrier                  |
| #9  | Chihuahua, Silky Terrier, Pekinés, Caniche Enano, Caniche Toy                                           |
| #10 | Yorkshire Terrier, Cairn Terrier, Schnauzer miniatura, West Highland White Terrier, Fox Terrier, Beagle |

## El ladrido de otras especies
Muchos animales se comunican mediante diversas vocalizaciones. Aunque no existe una definición acústica precisa, consistente y funcional de lo que es un ladrido, los investigadores clasifican algunas de estas vocalizaciones como ladridos según diversos criterios. Investigadores de la Universidad de Massachusetts Amherst han establecido que el volumen, la altura, la tonalidad, el ruido, lo abrupto del arranque y la duración del pulso están entre los criterios que se pueden usar para definir un ladrido.

### Cánidos
Además de los perros y los lobos, otros cánidos como los coyotes y los chacales también pueden ladrar; y sus ladridos son bastante similares a los de los lobos y los perros. El ladrido de un dingo es breve y monosilábico. El ladrido de aviso de un zorro también suena bastante similar al de un perro, pero generalmente la vocalización de los zorros es más alta y prolongada que los ladridos de otros cánidos.

### Otros géneros
También hay especies no caninas con vocalizaciones que pueden ser descritas como ladridos:
- Como la llamada de alarma de un muntíaco (género Muntiacus, de la familia Cervidae) recuerda claramente al ladrido de un perro, a menudo se les denomina «ciervos ladradores».
- O los sonidos que emiten los corzos Capreolus capreolus, también de la familia Cervidae.
- Los perritos de las praderas (género Cynomys, de la familia Sciuridae) emplean una compleja forma de comunicación que consiste en ladridos —lo que contribuye a su nombre común— y chirridos rítmicos.[10]
- Las vocalizaciones de varias especies de otarios (familia Otariidae) también podrían ser llamadas ladridos.
- Las vocalizaciones que emiten las hembras de los coatíes (género Nasua, de la familia Procyonidae) cuando la manada se siente en peligro recuerdan mucho a un ladrido.
- Algunas especies de primates emplean en sus códigos de comunicación sonidos describibles como ladridos:
  - los gorilas (género Gorilla, de la familia Hominidae) vocalizan en ocasiones breves ladridos.
  - los machos de kipunyi (Rungwecebus kipunji, de la familia Cercopithecidae) emiten una llamada a mucho volumen para coordinar los espacios intergrupales. Este reclamo, entre graznido y ladrido, es característico de estos monos y se ha denominado honk-bark (‘ladrido bocina’).
  - los monos aulladores negros (Alouatta palliata, de la familia Atelidae) tienen un complejo sistema de vocalizaciones que incluye ladridos diferenciables según el sexo, la edad y la actitud del individuo.

Además, una amplia variedad de especies de aves producen vocalizaciones que incluyen las características canónicas de los ladridos, especialmente cuando evitan a sus predadores.